# Ludwig Männer
Ludwig Männer (* 11. Juli 1912 in Nürnberg; † 13. Januar 2003 in Hannover) war ein deutscher Fußballspieler.

## Laufbahn

### Verein
In seiner Heimatstadt Nürnberg begann er beim FC Pfeil Nürnberg und später beim FSV Nürnberg mit dem Fußballspiel. Zur Runde 1932/33 wechselte der Mittelfranke nach Niedersachsen zum VfB Peine. Hermann Stanze, Besitzer einer örtlichen Eisenwarenhandlung engagierte sich dort als Sponsor, Spielausschussvorsitzender sowie als Betreuer und ergänzte die finanzielle Förderung durch das Stahl-Walzwerk Peine. Bei Stenze arbeitete er als kaufmännischer Angestellter und spielte als Außenläufer beim VfB Peine. Mit dem VfB erlebte er in der Runde 1934/35 den Aufstieg in die Gauliga Niedersachsen und das Erreichen des fünften Platzes im Debütjahr 1935/36 in der Gauliga. In dieser Saison absolvierte er auch die ersten zwei Einsätze in der Gauauswahl Niedersachsen in den Spielen um den Reichsbundpokal. Nach den Olympischen Spielen 1936 wechselte Ludwig Männer gemeinsam mit Peter Lay dann zu Hannover 96. Im ersten Jahr in der Landeshauptstadt, 1936/37, kam er mit den „Roten“ auf den dritten Rang in der Gauliga Niedersachsen. Durch das bessere Torverhältnis errangen die 96er in seiner zweiten Runde die Meisterschaft in Niedersachsen vor dem Neuling VfL Osnabrück. Als Mannschaftskapitän führte er Hannover zu ersten deutschen Meisterschaft im Jahr 1938. In zwei dramatischen Finalspielen schlug die Mannschaft von Trainer Robert Fuchs damals sensationell als großer Außenseiter die dominante Mannschaft der 1930er Jahre, den FC Schalke 04.
In den Jahren 1939 und 1940 reichte es jeweils nur zur Vizemeisterschaft in Niedersachsen. 1941 konnte Kapitän Männer den zweiten Titelgewinn feiern. In der Endrunde scheiterte Hannover aber an Schalke 04. Im folgenden Jahr spielte er als Soldat der Wehrmacht  im besetzten Polen für die Mannschaft WH I Warschau. Er war Kapitän einer aus Angehörigen der Wehrmacht, der SS- und der deutschen Besatzungsbehörden bestehenden Warschauer Stadtauswahl, die die im Rahmen der Truppenbetreuung angereisten Stars von Schalke 04 um Fritz Szepan überraschend 2:1 schlagen konnte.
Nachdem er zwischenzeitlich auch für den WSV Schwerin gespielt hatte, trat Ludwig Männer mit 35 Jahren für Hannover 96 1947/48 noch in der neuen Oberliga Nord an, konnte den Abstieg in die Zweitklassigkeit jedoch nicht verhindern. In der Oberliga kam er auf 15 Einsätze, in denen er 2 Tore schoss.

### Nationalmannschaft
Am 8. Mai 1937 unterzog Reichstrainer Sepp Herberger den Außenläufer von Hannover 96 erstmals einem internationalen Test. In Wuppertal fand ein Sichtungsspiel einer Deutschland-Auswahl gegen Manchester City statt. Männer spielte bei dem 1:1-Remis rechter Läufer. Acht Tage später, am 16. Mai 1937, feierte die „Breslau-Elf“ mit einem 8:0-Sieg gegen Dänemark ihre Entstehung. Das Außenläuferpaar bildeten die zwei Mannschaftskollegen von Schweinfurth 05, Andreas Kupfer und Albin Kitzinger.
Beim Spiel in Riga gegen Lettland am 25. Juni 1937 debütierte Mittelfeldspieler Ludwig Männer erstmals in der deutschen Fußballnationalmannschaft und konnte einen 3:1-Sieg mitfeiern. Die Läuferreihe bildeten Männer, Wilhelm Sold und Erwin Schädler. Im September 1938 kam der konditionsstarke Außenläufer in Berlin bei einem weiteren Sichtungsspiel des Nationalmannschaftskaders zum Einsatz. Am 2. Oktober 1938 in Sofia bildete er zusammen mit Hans Rohde und Otto Tibulski die Läuferreihe beim „inoffiziellen“ Länderspiel gegen Bulgarien. Das Spiel gewann Deutschland mit 3:1 Toren. Im März 1939 wurde er zum zweiten Mal in die Nationalmannschaft berufen. Der DFB führte einen Doppelspieltag durch. Mit der „B-Elf“ spielte Männer am 26. März in Differdingen gegen Luxemburg. Die A-Nationalmannschaft verlor mit 2:3 Toren in Florenz gegen Italien. Am 15. Mai 1939 war er wieder in einem Testspiel einer Deutschland-Auswahl in Berlin gegen Böhmen-Mähren im Einsatz. Bei seinem dritten Länderspiel debütierte sein Vereinskamerad Johannes Jakobs als rechter Läufer in der Nationalmannschaft. Es war beim 2:0-Sieg in Tallinn gegen Estland. Der Spielführer von Hannover 96 stand auch im Aufgebot für das Länderspiel am 24. September 1939 in Budapest gegen Ungarn. Bei der 1:5-Niederlage agierte aber die Läuferreihe der „Breslau-Elf“. Seinen vierten Länderspieleinsatz hatte Männer am 12. November 1939 in Breslau gegen Böhmen-Mähren. Durch Josef Bican und Antonín Puč waren die Tschechen nach 13. Minuten bereits mit 3:0 Toren in Führung gegangen. Das Spiel endete 4:4. Für das Länderspiel am 26. November 1939 in Berlin gegen Italien stand er im Aufgebot, er kam aber bei dem 5:2-Sieg nicht zum Einsatz. Sein fünfter Einsatz im September 1940 beim Spiel in der Slowakei war zugleich sein letztes Länderspiel.
Im Oktober 1940 bestritt Ludwig Männer mit Niedersachsen nochmals zwei Einsätze in der Gauauswahl.
Die Daten der fünf Länderspiele:
1. 25. Juni 1937 Lettland – Deutschland 1:3
2. 26. März 1939 Luxemburg – Deutschland 2:1
3. 29. Juni 1939 Estland – Deutschland 0:2
4. 12. November 1939 Deutschland – Böhmen-Mähren 4:4
5. 15. September 1940 Slowakei – Deutschland 0:1

### Trainer und Betreuer
Nach seiner aktiven Spielerlaufbahn trainierte Ludwig Männer ab 1949 den TSV Luthe und führte den Verein von der Kreis- in die Bezirksklasse.
Später war er Betreuer der Amateurmannschaft des Hannoverschen SV von 1896. In dieser Zeit holte diese 1960, 1964 und 1965 die deutsche Amateurmeisterschaft. Zudem war er Leiter der Altherrenmannschaft und Mitglied des Vereinsvorstandes.